# Semana de 35 horas

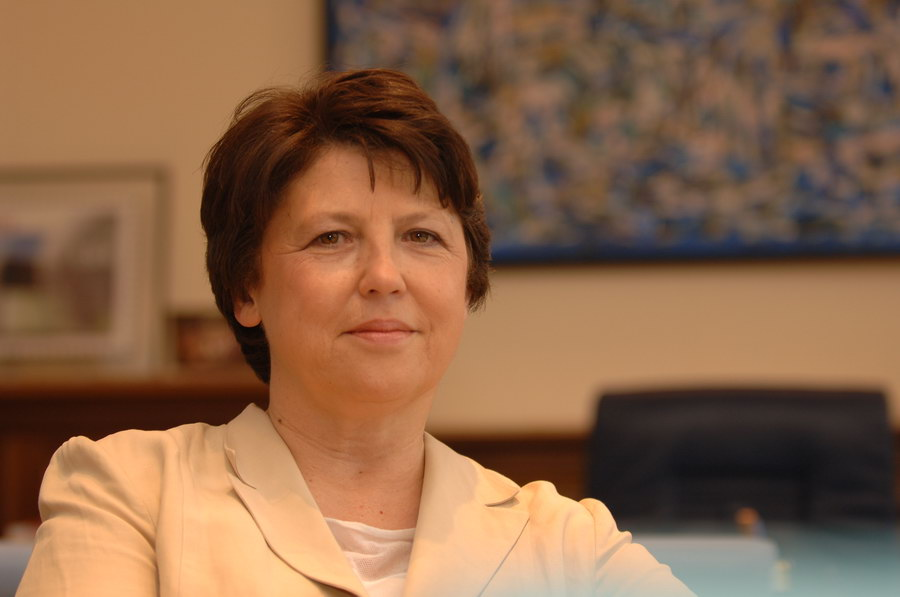
Martine Aubry, ministra de Empleo y Solidaridad de 1997 a 2000, introdujo la ley de las 35 horas, a veces llamada "Ley Aubry".

La semana de 35 horas laborables fue una medida de política económica francesa llevada a cabo por el Gobierno de Lionel Jospin a partir del año 2000 consistente en reducir progresivamente (y con excepciones, exenciones y cortapisas) la jornada laboral nominal de 39 a 35 horas semanales. Esta medida se inscribe en el marco de las leyes que reducen la jornada laboral, en particular la introducción de la semana de 40 horas por los Acuerdos de Matignon en junio de 1936, que contribuyeron a la historia de la reducción de la jornada laboral en Francia. Desde el siglo XIX esta reducción se viene llevando a cabo en todas las economías desarrolladas.
Defendida inicialmente desde una perspectiva de progreso social, pero también inspirada en una lógica de reparto del trabajo (por considerarlo escaso, lo que es objeto de debate), la “transición a las 35 horas" era parte del objetivo prioritario de creación de empleo en el programa del Partido Socialista (PS) para las elecciones legislativas de 1997. Los efectos de la reforma sobre las horas de trabajo reales resultaron en una reducción de alrededor de 2,6 horas. La reforma también tuvo un impacto en el horario laboral de los directivos, aunque muchos de ellos no estaban sujetos a una duración legal del tiempo de trabajo semanal sino a una llamada "tarifa plana" (au forfait, sobre una base anualizada o contabilizada en días y no en horas).
Pero en otros lugares los análisis econométricos de la creación de empleo divergen. En 2004, un estudio del Instituto Nacional de Estadística y Estudios Económicos (INSEE en Francia) estimó que entre 1998 y el 31 de diciembre de 2001 se crearon 350 000 empleos sin ningún desequilibrio financiero aparente para las empresas. La implementación de la reforma se ha vuelto obligatoria en todas las empresas desde el 1 de enero de 2002. 
Medir los efectos reales de la reducción de la jornada laboral sobre la economía es complejo, en particular porque, en términos de creación de empleo, el efecto negativo del aumento del coste del trabajo por hora solo aparece de forma gradual, y además se compensa con las reducciones de las cotizaciones sociales (que han pesado sobre las finanzas públicas), la moderación salarial y las ganancias de productividad derivadas de la reforma, cuyo alcance es difícil de evaluar.
La asociación Creadores de Empleos y de Riqueza de Francia (CERF), que propició la medida de desfiscalización (exención de cotizaciones sociales) de las horas extraordinarias, destacó por ejemplo la coincidencia de la entrada en vigor de la semana de 35 horas con la subida del desempleo y de las quiebras empresariales a partir de 2000, y luego su aceleración desde que en 2002 todas las empresas estaban obligadas a cumplir con esta semana. Todo esto contribuye a alimentar un amplio debate, tanto entre los economistas como en el mundo político.
Durante la década de 1990, ningún otro país de la Organización para la Cooperación y el Desarrollo Económicos (OCDE) implementó una reforma similar de reducción generalizada del tiempo de trabajo. Sin embargo, en Alemania, donde la jornada laboral se rige por convenios colectivos en cada sector profesional (dentro del límite de 48 horas semanales de media impuesto por ley), también se han negociado acuerdos de reducción del tiempo de trabajo por parte de los interlocutores sociales, llegando a tener 5 sectores una semana laboral de 35 horas.

## Origen
La reducción de la jornada laboral es un fenómeno progresivo que caracteriza a todas las sociedades. Primero es propiciado por las demandas sindicales y después, cuando llegan al poder partidos de izquierda, por el cumplimiento de promesas electorales en ese sentido. El progreso técnico, al permitir un aumento de la productividad laboral por hora (es decir, lo que un trabajador produce por hora de trabajo), permite un aumento del salario real por hora de los trabajadores (de 1945 a comienzos de la década de 1980, el salario medio por hora aumentó al mismo ritmo que la productividad laboral por hora; después se produjo el desacople de los salarios y la productividad) y, por lo tanto, les permite reducir sus horas de trabajo. De una cierta forma, los empleados eligen repartir su tiempo entre trabajo y ocio, y un aumento en los salarios reales por hora los animará a trabajar un poco menos. A lo largo de los años, el aumento de la productividad laboral por hora ha permitido tanto un crecimiento de los salarios por hora como una disminución de las horas promedio de trabajo.
El número medio de horas trabajadas semanalmente varía de un país a otro en función de su nivel de progreso técnico, del porcentaje de trabajadores a tiempo parcial (parcialidad), de la fuerza de los sindicatos y de las preferencias individuales y colectivas en cuanto a la elección entre ingresos y ocio.
La reducción de la jornada laboral puede lograrse mediante la libre negociación entre trabajadores y empleadores (como ocurre en los países anglosajones), pero en algunos países, como Francia, el Estado opta por regular la jornada laboral. Así, el Gobierno de Lionel Jospin, de acuerdo con las promesas del Partido Socialista durante las elecciones legislativas de Francia de 1997, estableció por ley una reducción de la jornada laboral para todos los empleados.
La reducción de la jornada laboral forma parte de los ideales tradicionales de la izquierda. El socialista Paul Lafargue ya había abogado por ella en 1880, en su libro El derecho a la pereza, al igual que el humanista Tomás Moro, en su libro Utopía, en 1516. Los sindicatos franceses lucharon por la reducción de la jornada laboral, y los gobiernos, generalmente de izquierdas, trasladaron esa presión de los sindicatos a la legislación.
La transición a una semana laboral de 35 horas se incluyó en las 110 propuestas para Francia de François Mitterrand en 1981. Pero una vez elegido, solo redujo la semana laboral legal a 39 horas. Fue muchos años más tarde (en 1998) Martine Aubry, ministra de Empleo y Solidaridad de 1997 a 2000 de Lionel Jospin, quien empezó a poner en práctica la medida estrella del programa económico socialista actualizado por Dominique Strauss-Kahn.
Más recientemente, en los años 1990, el reparto del trabajo mediante una reducción de la jornada laboral fue un tema de interés para el centroderecha, como lo demuestra la ley Robien del 11 de junio de 1996 sobre la organización del tiempo de trabajo, que ofrece reducciones en las cotizaciones sociales como contrapartida a una contratación vinculada a una reducción significativa del tiempo de trabajo. Esa ley se promulgó en un momento en que el paro rebasaba el 12 %, muy alto para Francia. «La reducción colectiva del tiempo de trabajo (ya sea diaria, semanal, anual o en el conjunto de la vida) se aplica a todos. Es una manera de repartir las ganancias de productividad entre todos los asalariados, ya su empresa consiga o no esas ganancias. Es una manera de reconocer que los progresos de la productividad son el fruto de la organización de la sociedad en su conjunto (formación, infraestructuras, etc.)»

## Puesta en práctica

### Objetivos
Los objetivos que planteó el Partido Socialista Francés para la transición a la semana de 35 horas fueron:
1. El efecto previsto de la reforma era repartir un volumen determinado de trabajo entre la población activa. La reducción de la jornada laboral iría acompañada de la creación de empleo.
2. La ley podía ser una oportunidad para relanzar las negociaciones y el diálogo social con el fin de optimizar la organización del trabajo y, en última instancia, aumentar la productividad de la economía.
3. A escala individual, la medida proporcionaría más tiempo libre a los trabajadores, lo que podría mejorar su vida familiar y comunitaria. Se consideraba por tanto probable que mejorara las condiciones de vida y la salud del empleado, así como las de su familia. Entre los diversos efectos esperados se encontraban la reducción del gasto sanitario, la mejora de la productividad a través de la salud, un reparto de tareas más justo entre hombres y mujeres dentro del hogar (corresponsabilidad), mayor atención a la familia (por ejemplo, la educación de los hijos, escuchar y ayudar a los ancianos, etc.), y mayor facilidad para tomar vacaciones.

### Concepto
En Francia, cuando se habla de la reforma de las 35 horas se está haciendo referencia a una reforma que comprende la reducción de la duración legal del tiempo de trabajo, su anualización, la reducción de las cotizaciones sociales para las empresas, la remuneración según los días trabajados (forfait jour) y la reorganización de la producción.

### Proyecto general
La reducción del tiempo de trabajo (RTT) es una política implementada por Martine Aubry, bajo el Gobierno de Lionel Jospin, con la idea de crear empleos y reactivar la economía en Francia, para combatir el desempleo mediante el reparto del trabajo (aunque no haya reparto de los puestos de trabajo en sí).
Con un máximo anual de 180 horas extraordinarias, la jornada laboral media anual máxima, salvo exención, es en Francia de aproximadamente 39 horas. Este cupo no prohíbe, como en el resto de la Unión Europea, una jornada laboral real máxima de 48 horas semanales en una semana aislada.
En 1848, la semana laboral legal era de 48 horas en Francia, luego de 40 horas en 1936, 39 horas en 1982 y 35 horas en 2002. Pero ya en 1982, un acuerdo conjunto en la industria metalúrgica preveía pasar a 33h36 para las fábricas de fuego continuo , y en 1996, una ley facultativa puesta en marcha por Gilles de Robien, la Ley tendente a promover el empleo mediante la organización convencional y la reducción del tiempo de trabajo, conocida como Ley Robien, ofreció ayudas a las empresas para animarlas a utilizar esta fórmula (alrededor de 10 % menos de cotizaciones a la seguridad social a cambio de un mínimo del 10 % de contrataciones adicionales). Según Pierre Larrouturou, aproximadamente 300 empresas podrían haberse beneficiado de esta ley entre 1996 y 1998.
Bajo el Gobierno de Jospin, estas ideas políticas dieron lugar a una Ley de orientación e incentivos en materia de reducción del tiempo de trabajo (Ley n. 98-461 del 13 de junio de 1998) destinada a preparar el terreno e informar a los empresarios. Posteriormente se promulgó la Ley relativa a la reducción negociada del tiempo de trabajo (ley n. 2000-37 del 19 de enero de 2000) para establecer las normas para la transición a la semana laboral de 35 horas. Por ejemplo, los plazos para la transición a la semana laboral de 35 horas dependían del tamaño de la empresa.
El proyecto consistía en reducir la semana laboral de 39 a 35 horas. Concretamente, la persona empleada puede continuar trabajando 39 horas semanales, pero ciertas horas extras que realiza se le acumulan para que las utilice como medias jornadas o jornadas completas de descanso. Sea como sea, las horas que se pueden trabajar en un año se limitan a 1 600 (un año normal, no bisiesto, tiene 365 días, esto es, 52 semanas más un día; contando 5 semanas de vacaciones y dividiendo las 1 600 horas entre las 47 semanas resultantes salen 34,04 horas semanales; la diferencia se debe a los días festivos). Este máximo sube en 2005 a 1 607 horas tras la entrada en vigor de la "jornada de solidaridad".
Ejemplos de posibles fórmulas:
- 35 horas sin días RTT, 7 horas por día, 5 días a la semana
- 37,5 horas semanales y 12 días de RTT al año
- 39 horas semanales y 24 días RTT al año
- 39 horas semanales y medio día de RTT por semana
- 39 horas por semana y 2 días de RTT cada 4 semanas

El ajuste de la jornada laboral de 35 horas se realizó caso por caso y dio lugar a discusiones y negociaciones (en ocasiones tensas) entre empleados y empleadores. El término RTT se ha incorporado al vocabulario francés cotidiano para designar, por extensión de significado, los días de descanso (días RTT) obtenidos gracias a la reducción de la jornada laboral.
En los casos en que las negociaciones no han dado lugar a acuerdos, la ley especifica las condiciones de las horas extras (esta ley fue modificada en 2003 por François Fillon, quien aumentó los máximos). En 2003 se limitaban a 180 horas extras anuales por trabajador, 130 en los casos en que se aplicara modulación (variación a lo largo del año de la jornada laboral semanal).
Aumento del salario por horas extras respecto al salario por hora normal:
- para empresas con hasta 20 empleadosː 10 % de la hora 36 a la 39, incluida; luego 25 % hasta la hora 43, incluida
- para empresas con más de 20 empleados: 25 % de la hora 36 a la 43, incluida ;
- más allá de las 43 horas, el aumento es del 50 %

Estas horas extras también pueden ser compensadas con un descanso (un incremento del 25 % equivale a un cuarto de hora por cada hora extra). Por último, las horas trabajadas que exceden el máximo anual (en francés contingent, que admite varias traducciones, como cupo, o cuota, pero posiblemente sea máximo la que mejor se entiende) dan derecho automáticamente a un descanso compensatorio (50 % para empresas de hasta 20 empleados, 100 % para otras).

### Casos de pequeñas empresas
Las pequeñas empresas, es decir, las empresas y unidades económicas y sociales con 20 o menos empleados, y el sector público, se beneficiaron de un régimen especial que las somete progresivamente a la semana de 35 horas y a las normas de derecho común en materia de horas extraordinarias.
En primer lugar, la jornada laboral legal se redujo de 39 a 35 horas a partir del 1 de enero de 2002, es decir 2 años después que para las empresas más grandes.
En segundo lugar, las horas extras trabajadas en estas pequeñas empresas sólo resultaron (como se ha detallado más arriba) en un aumento del 10 % del salario por hora extra (en lugar del 25 %) durante el primer año en el que las 35 horas eran aplicables, es decir, hasta el 31 de diciembre de 2002. Esta exención se prorrogó por la Ley Fillon hasta el 31 de diciembre de 2005, salvo que se hubiera llegado a un acuerdo para fijar un tipo de incremento diferente. En 2005 esta ventaja se prorrogó de nuevo sin fijar una fecha límite.
En tercer lugar, para estas empresas, los métodos para calcular el máximo de horas extras resultaban más ventajosos. Inicialmente, solo se computaban para el máximo las horas trabajadas por encima de las 37 horas en el año 2002 y de las 36 en el año 2003 (es decir, si por ejemplo en una empresa de 10 empleados uno de ellos trabajaba 36 horas las 47 semanas del año, realmente realizaba 47 horas extras, pero, aunque se le pagaban, ninguna de ellas computaba para el máximo anual). Este límite de 36 horas, en lugar de las 35, se convirtió en permanente mediante la Ley del 31 de marzo de 2005.
Todas las derogaciones fueron suprimidas definitivamente por la Ley en favor del trabajo, del empleo y del poder adquisitivo.
En el marco de la reducción de la jornada laboral a 35 horas sin firmar convenio colectivo, este aumento del 10 % del importe de la hora extra podía ser:
- o bien convertido en descanso compensatorio, lo que representaba aproximadamente 2 días de descanso compensatorio al año;
- o bien pagado, lo que suponía un aumento salarial de aproximadamente 1 %.

De hecho, los empleados bajo este régimen, con un determinado salario por hora pasaron de trabajar 39 horas semanales a 35 (lo que supuso una reducción del salario base), pero con 4 horas extras semanales pagadas (lo que venía a restituir las condiciones del contrato de trabajo inicial).
El empleador también podía decidir aplicar un convenio sectorial (es decir, un acuerdo firmado entre sindicatos y patronal) o negociar un convenio de empresa, ya sea con un representante sindical, si existiera en la empresa, o con un empleado designado por un sindicato representativo.

### División política
En Francia, la semana de 35 horas ha provocado divisiones políticas.
Corrientes vinculadas a ciertos partidos políticos de izquierda la consideran un símbolo de la reducción del tiempo de trabajo, mientras que ciertas corrientes de derecha la ven como una tragedia,, pero cuando la derecha llegó al poder entre 2002 y 2012 no abolió por completo esta medida. Manuel Valls y Emmanuel Macron la criticaron.

## Evaluación

### Efecto sobre el empleo

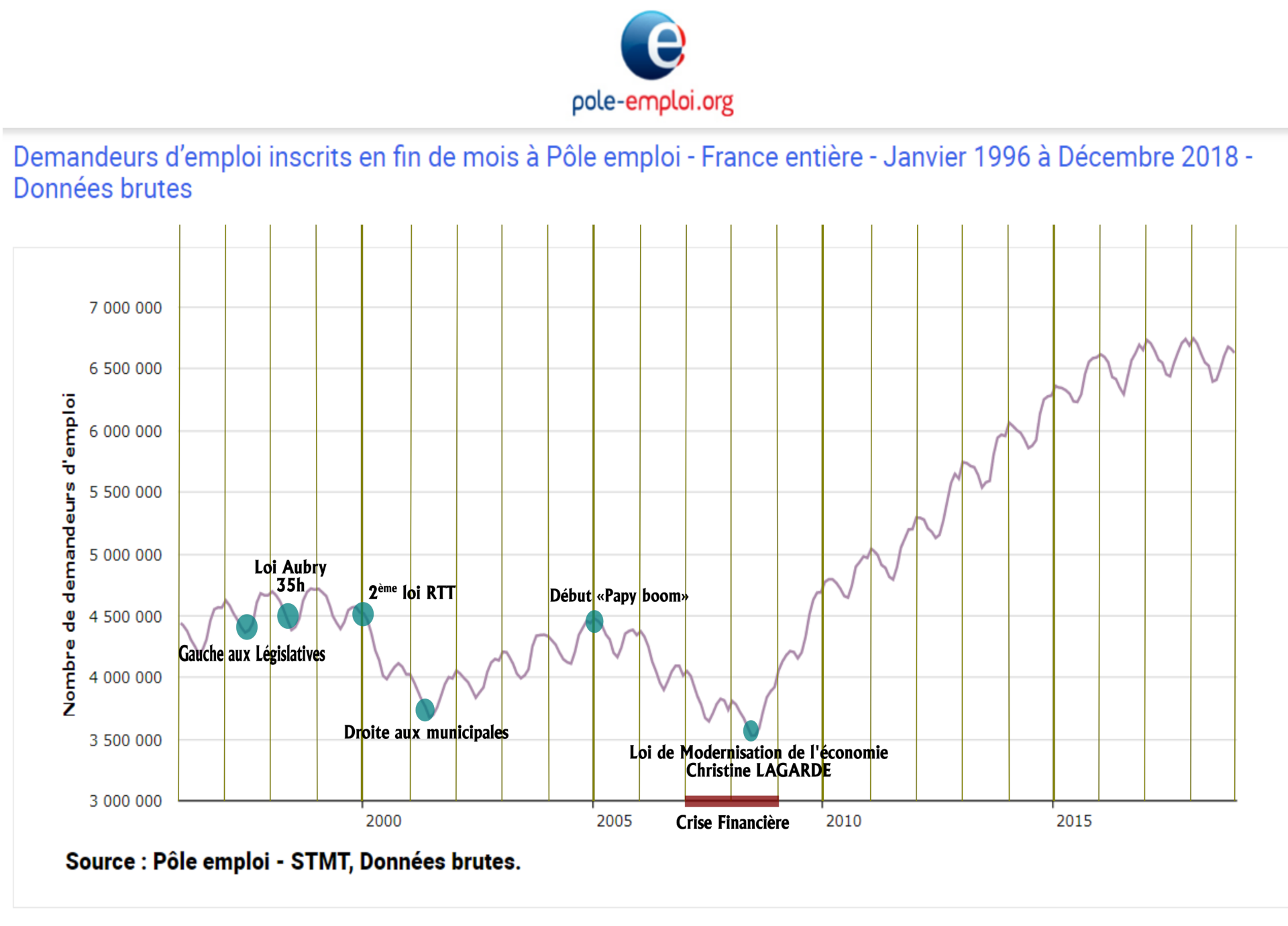
Cambio en el número de solicitantes de empleo de 1996 a 2018 (incluido el efecto de las políticas públicas, la semana de 35 horas y otros)

#### Ambición inicial
La ambición original del Partido Socialista Francés era crear 700 000 puestos de trabajo. 

#### Valoraciones

##### Valoraciones negativas
En 2006 el economista Christian Gianella publicó un estudio en la revista Économie & Prévision en el que simulaba los efectos a medio y largo plazo de la Ley Aubry (debe tenerse en cuenta que en realidad hubo 2 leyes Aubry, una primera promulgada en 1998 y una segunda, en 2000, que tenía en cuenta las negociaciones de los 2 años precedentes sobre la reducción del tiempo de trabajo) en un modelo macroeconómico. Según su estudio, la financiación de ayudas colaterales para estas medidas contribuiría a la destrucción de empleo.
La Fundación Concorde, absorbida por la Fundación para la Investigación sobre las Administraciones y las Políticas Públicas (IFRAP por sus siglas en francés, laboratorio de ideas y grupo de presión de derecha liberal), calculó en 2002 que la semana de 35 horas era directamente responsable de la creación de 50 000 empleos, con un coste para las finanzas públicas de 10 000 millones de euros (es decir, cada empleo creado costó al Estado 200 000 euros). Este coste viene de que, aunque se reduzca la jornada, el salario no se modifica, pero sí disminuyen las cotizaciones a la Seguridad Social.

##### Valoraciones neutras
El estudio de Matthieu Chemin y Étienne Wasmer, publicado en el Journal of Labor Economics en 2009, utiliza la diferencia en la legislación entre Alsacia-Mosela y el resto de Francia para identificar el efecto de la ley de 35 horas en el empleo utilizando el método de diferencias en diferencias. El estudio muestra que la ley de 35 horas fue menos restrictiva en Alsacia-Mosela que en el resto de Francia, pero que no hubo una diferencia significativa en el nivel de empleo. A diferencia de estudios anteriores, este busca medir el efecto puro de la reducción del tiempo de trabajo, independientemente de las reducciones en las contribuciones a la seguridad social que la acompañaron.
En 2016, el sociólogo Olivier Godechot intentó replicar los hallazgos del artículo y encontró que, al corregir un error de código informático en la definición de empresas con más de 20 empleados, y teniendo en cuenta la naturaleza transfronteriza de la región de Alsacia-Mosela, no había diferencia en la aplicación de la ley entre este territorio y el resto de Francia. Los hallazgos de Olivier Godechot cuestionan la estrategia de identificación adoptada por Chemin y Wasmer, quienes sostienen que ni su estrategia de identificación ni sus conclusiones se ven afectadas por la crítica de Godechot, que solo concierne a una variable secundaria presentada en el apéndice del artículo que realmente no se utilizó debido a la gran cantidad de valores faltantes.
Por otra parte, Eric Heyer, del Observatorio Económico Francés (OFCE), critica la metodología de Chemin y Wasmer, arguyendo que una pequeña reducción del tiempo de trabajo, como la que tuvo lugar en Alsacia-Mosela, no tiene el efecto de choque que produce una reducción más importante, como la reducción de 39 a 35 horas, y que, por tanto, los resultados de Alsacia-Mosela no son extrapolables al resto de Francia.
El Movimiento de Empresas de Francia (Medef), opuesto desde el principio a la semana de 35 horas, que consideró "antieconómica" y "antisocial" estimó en 15 000 los empleos creados durante el primer año de su aplicación. 
La OCDE habla de un balance "incierto", «que sólo tendrá una contribución moderada a la reducción del desempleo» y, «en los próximos años, inferior a la del empleo juvenil».

##### Valoraciones positivas
En 2005, Alain Gubian, Stéphane Jugnot, Frédéric Lerais y Vladimir Passeron publicaron un estudio en la revista Économie et statistique que estimaba en 350 000 el número de empleos creados por la reducción del tiempo de trabajo (RTT) durante el período 1998-2002. Este estudio considera la reforma en su conjunto, es decir, la reducción del tiempo de trabajo asociada a la disminución de cotizaciones sociales que la acompañó.
En diciembre de 2014, una comisión parlamentaria de investigación sobre el impacto social, económico y financiero de la RTT concluyó muy positivamenteː «Ha permitido la creación de 350 000 puestos de trabajo, sin degradar la competitividad del país […] y ha demostrado ser relativamente barata: 2.000 millones de euros para las empresas y 2.500 millones para las administraciones». Esta comisión se creó por iniciativa de la Unión de Demócratas e Independientes (UDI) y estuvo presidida por la diputada socialista Barbara Romagnan. La mayoría de los diputados de la oposición que participaron aplaudieron la seriedad de las comparecencias y del informe, pero se opusieron a las conclusiones. Sin embargo, el informe de investigación sobre la semana laboral de 35 horas, publicado el 9 de diciembre de 2014, que presenta una evaluación positiva de la reducción del tiempo de trabajo, sorprendentemente abarca un período anterior a la implementación obligatoria de la semana laboral de 35 horas en todas las empresas.
EL18 de julio de 2016 se publicó en la prensa (Mediapart) un informe de la Inspección General de Asuntos Sociales (IGAS) que buscaba rehabilitar las 35 horas.  El informe, titulado «Evaluación de las políticas de ajuste y reducción del tiempo de trabajo en la lucha contra el desempleo», evalúa las políticas de reducción de la jornada laboral legal. Los inspectores de la IGAS (inspectores de trabajo) afirman que «las políticas de reducción de la jornada laboral legal permiten crear empleo, al menos a corto plazo, siempre que se cumplan condiciones estrictas», es decir «control de la evolución de los costes salariales» y «financiación de este tipo de políticas». Para ellos, las 2 leyes Aubry cumplían estas condiciones. Estiman que se crearon 350 000 empleos entre 1998 y 2002 tras la implementación de estas leyes. 
El período estudiado, nuevamente, es anterior a la implementación obligatoria de la reducción de la jornada laboral en todas las empresas. Sin embargo, el economista Stéphane Carcillo, especialista en reformas del mercado laboral, denuncia las conclusiones de este informe. Según él, la cifra de 350 000 empleos creados se basaba en estudios iniciales. Estos nunca se han publicado en revistas académicas internacionales (para Carcillo, por su baja calidad) porque comparaban empresas que cambiaron voluntariamente a la semana de 35 horas, como lo fomentaba la primera ley Aubry, con aquellas que inicialmente permanecieron en la semana de 39 horas. Esta comparación sufriría un enorme sesgo de selección, lo que invalidaría sus conclusiones.
El Instituto de Investigación Económica y Social (IRES), gestionado por los sindicatos franceses, habló en 2002, en un estudio realizado por Michel Husson, de 500 000 empleos creados entre 1997 y 2001, comparando 3 métodos diferentes. También denuncia la «aproximaciones cuestionables» de los «estudios empíricos que se muestran escépticos sobre los beneficios de la RTT». Sin embargo, subraya la importancia de la favorable situación económica en este resultado positivo, en la medida en que, según él, la RTT no es lo suficientemente restrictiva para las empresas y corre el riesgo de convertirse, cuando viniera una crisis económica, en «un sistema de ayudas [a las empresas] sin condiciones de creación de empleo».
Según la Dirección de Investigación, Estudios y Estadísticas (DARES), la semana laboral de 35 horas creó 350 000 empleos durante todo el período 1998-2002.
De acuerdo con Eric Heyer, el Observatorio Económico Francés (OFCE) publicó un estudio en la revista Économie & Prévision, según el cual las 2 leyes Aubry habían creado o salvado 400 000 empleos. Este estudio se basa en el modelo macroeconómico de la OFCE, cuyas ecuaciones han sido sometidas a pruebas econométricas. Según Heyer, este resultado es coherente con los obtenidos con el modelo del Banco de Francia. 
Sin embargo, pese a que la jornada de las 35 horas semanales se volvió obligatoria a partir del 1 de enero de 2002 (con las excepciones para pequeñas empresas que se han mencionado anteriormente), todos los estudios mencionados, incluso los más recientes, especifican, en la presentación de su metodología, que su período de referencia abarca desde 1998 hasta el 31 de diciembre de 2001, según la base de datos estadísticos del Instituto Nacional de Estadística y de Estudios Económicos (INSEE) estudiada. Parece que aún queda por evaluar el impacto de la reducción del tiempo de trabajo. Especialmente si se considera que, tras la introducción obligatoria de la jornada laboral de 35 horas en 2002, el número de quiebras empresariales registró un aumento significativo.

### Efectos sobre la competitividad
Entre los efectos de la semana de 35 horas sobre la competitividad de las empresas pueden destacarse:
- Un crecimiento del coste por hora trabajada del 11,4 % (de 39 horas a 35 horas) por la reducción del tiempo de trabajo sin disminución de salario o el coste de las 4 horas extras semanales para quienes continúan trabajando 39 horas.
- Una reorganización de las empresas. Una parte de los costes suplementarios fueron amortiguados por las ganancias de productividad, pero esta reorganización tuvo un coste que no incidió directamente sobre la competitividad de las empresas.
- Un efecto noriaː[27] se creó empleo para trabajadores jóvenes, que cobran menos, mientras que se redujo tiempo de trabajadores con más años y más salario por hora.

Según un estudio comparativo del INSEE sobre el período 1997-2000, la competitividad de las empresas que han adoptado la semana de 35 horas, medida por la productividad total de los factores (capital y trabajo), ha disminuido un 3,7 % en comparación con las empresas que permanecen en la jornada semanal de 39 horas, a pesar de las reducciones en las cotizaciones sociales otorgadas por el Estado a las primeras, así como de la frecuente congelación de los salarios nominales.
El Medef también destacó el coste de la medida, afirmando que «la semana de 35 horas es, en gran medida, la causa de las desventajas competitivas del nuestro país. El impacto en términos de costes directos e indirectos, desorganización, rigidez y reputación ha sido considerable y explica el declive de la economía francesa». 
El aumento del número de quiebras sigue siendo difícil de interpretar. Algunos afirman que es consecuencia de la semana laboral de 35 horas, mientras que otros creen que es simplemente consecuencia de la falta de competitividad de algunas empresas, algo que la adopción de la semana laboral de 35 horas no ha hecho más que revelar.

### Efecto sobre la productividad laboral
Es un asunto controvertido. Antes de 1997 había consenso entre los reformistas de izquierda y de derecha sobre la disminución y la organización del tiempo de trabajo según los sectores y las empresas. Por ejemplo, el político de derecha Gilles de Robien y el sindicato de izquierda Confederación Francesa Democrática del Trabajo (CFDT). Esta última pensaba que las negociaciones podían entablarse anualmente teniendo en cuenta los avances en productividad y que esto contribuiría a mejorar las relaciones entre empresarios y trabajadores (relaciones industriales).
Sin embargo, el hecho de que el Gobierno Jospin decidiera legislar apresuradamente disipó estas esperanzas. Algunos actores, entre ellos la CFDT, declararon incluso que la fluidez del diálogo social había disminuido sustancialmente al reforzarse un maniqueísmo estéril empresarios/trabajadores. 

### Efecto sobre la oferta laboral del cónyuge
Un estudio de Éric Maurin, Dominique Goux y Barbara Petrongolo examina el efecto de la reducción del tiempo de trabajo de un individuo sobre la oferta laboral de su pareja. Los autores utilizan la reforma de las 35 horas como experimento natural para medir la elasticidad conjunta de la oferta laboral dentro de la pareja. El estudio muestra diferentes ejemplos según el género de la persona que trabaja. Cuando el tiempo de trabajo de una mujer se reduce en una hora, los hombres lo reducen en 0,23 horas (14 minutos). En cambio, los autores no encuentran un efecto significativo de la reducción del trabajo de los hombres sobre el de las mujeres.

## Críticas

### Crítica al efecto de la reforma sobre los ingresos
El columnista de Le Figaro y Valeurs actuelles, Yves de Kerdrel, considera que la semana de 35 horas ha tenido como efecto restringir el poder adquisitivo de las clases más populares al provocar un efecto de salario mínimo (en francés smicardisation, siendo el SMI el salario mínimo interprofesional) para muchos empleados. 

### Crítica al efecto de la reforma sobre el empleo
En 2004, Jean Tirole afirmó que la reducción del tiempo de trabajo es una "ineptitud".  El Premio Nobel de Economía pone por delante las «leyes económicas científicas», verificadas por los estudios publicados, que demuestran que la reducción del tiempo de trabajo no ha afectado positivamente al empleo. Stéphane Carcillo considera también que, a la vista de los estudios con revisión por pares publicados en revistas internacionales, probablemente la reducción de las horas de trabajo no tenido ningún efecto sobre el empleo.

### Crítica al efecto de la reforma sobre la competitividad
David Cameron, primer ministro del Reino Unido, críticó en octubre de 2014 la Ley de las 35 horas, atribuyéndole «una industria menos competitiva y una disminución en el número de personas que buscan invertir» en Francia, así como la diferencia entre la tasa de desempleo del Reino Unido y la de Francia —en octubre de 2014, 6,2 y 9,7 % respectivamente. En realidad el PIB total (en miles de millones de dólares estadounidenses) de Francia ha estado todo el período 2000-2024 por debajo del PIB del Reino Unido, salvo los años de 2013 a 2015, en que estuvieron a la par, pero las variaciones no parecen atribuibles a la Ley de las 35 horas.

### Crítica a la conveniencia política de la reforma
En 2007, el economista Thomas Piketty criticó la Ley de las 35 horas. No por la cuestión de fondo, sino por el momento de su adopción, porque considera que una política de reducción de la jornada laboral solo resulta políticamente conveniente tras un período de crecimiento sostenido del poder adquisitivo. Aquí parece no tener en cuenta la razón principal de la reformaː reducir el paro. Si hay mucho paro, el poder adquisitivo disminuye.

### Crítica de los partidarios de la semana laboral de cuatro días
Los partidarios de la semana de cuatro días, como Pierre Larrouturou, se opusieron a las leyes Aubry con el argumento de que la reforma de las 35 horas no produciría el efecto de "masa crítica" necesario. El efecto sobre el empleo sería pequeño y muy costoso. Miles de empleados quedarían frustrados y esta podría haber sido una de las causas de la derrota de la izquierda en 2002.

## Comparación con políticas implementadas en otros países

### 35 horas en Alemania en 5 sectores
En Alemania, donde la jornada laboral se establece en cada sector profesional mediante un convenio colectivo acordado por los interlocutores sociales (dentro del límite de 48 horas semanales de media impuesto por ley), 5 sectores tienen una semana laboral de 35 horas (y en particular la metalurgia desde 1990). Sin embargo, esto solo se aplica en la antigua Alemania Occidental, donde se autoriza un porcentaje fijo de empleados que trabajan 40 horas (18 % para la metalurgia). En 2003, bajo la amenaza de deslocalizaciones, los sindicatos aceptaron la flexibilización de estos acuerdos; para empresas con salarios altos, el porcentaje se elevó al 50 % para más de la mitad de sus empleados. Ese mismo año, una huelga exigió la introducción de la semana laboral de 35 horas en la Alemania Oriental, pero no prosperó.

### Experimento con la transición a 30 horas en Gotemburgo
En mayo de 2014 se experimentó con las 30 horas semanales en una residencia de ancianos de Gotemburgo. La interacción entre visitantes, trabajadores y residentes aumentó. Las actividades para los mayores crecieron un 60 % y el número de bajas laborales descendió considerablemente. Pero también aumentaron los costes entre un 20 y un 30 %.

### Comparación de la jornada laboral media en Francia con otros países desarrollados
Una comparecencia de responsables de la OCDE en la Asamblea Nacional de Francia destacó que, ya en 2003, Francia era uno de los países de la OCDE con el menor volumen de horas trabajadas por empleado. También se señaló que «mientras que a principios de la década de 1970, el número anual de horas trabajadas por persona empleada en Francia era aproximadamente idéntico al de otros países de la OCDE (con algunas excepciones), en 2003 estaba muy por debajo de la media (aproximadamente un 15 %)». 
En 2004, una comparación con Alemania, Italia, España, Países Bajos, Reino Unido y Estados Unidos concluyó que en Francia «la jornada laboral semanal legal para empleados a tiempo completo (38,9 horas, y 39 horas para empleados del sector Acemo —activité et conditions d’emploi de la main d’œuvre, actividad y condiciones de empleo de la mano de obra, una encuesta trimestral del Consejo Nacional de Información Estadística, análoga a la Encuesta de Población Activa—) es inferior a la jornada laboral legal o convencional en otros países». La jornada laboral semanal habitual declarada es menor en Francia que en la mayoría de los demás países. Sin embargo, Francia se encuentra en una posición intermedia en cuanto a la jornada laboral semanal habitual de todos los empleados, tanto a tiempo completo como a tiempo parcial. Lo mismo ocurre con «las horas realmente trabajadas anualmente, que tienen en cuenta diversos tipos de vacaciones, ausencias y horas extraordinarias». Las encuestas a empleados muestran un promedio de 3 horas más.
En 2006, el tiempo de trabajo efectivo medio (para la semana de referencia del segundo semestre de 2006 y para todos los tipos de empleo y todos los sectores combinados) fue de 38 horas en Francia. La media de la Unión Europea (27) fue de 37,9 horas, mientras que la media de la eurozona fue de 37,4 horas. Según el sitio web Contreinfo, en 2007 Alemania tenía 35,6 horas, pero los Países Bajos, 30,8, que contrastaban con las 38,6 de Italia, las 40,1 de Croacia y las 42,7 horas de Grecia.
En 2012, un instituto alemán conocido por su proximidad a los empleadores estimó que el tiempo de trabajo promedio en Francia estaba entre los más bajos de Europa.

## Evolución del tiempo de trabajo en Francia tras las leyes Aubry

### Las horas de trabajo volvieron a aumentar en algunas empresas
En 2005 no se habían producido apenas incumplimientos del marco de las 35 horas semanales. Sin embargo algunos casos tuvieron una importante repercusión mediática.
En julio de 2004, los empleados de Bosch en Vénissieux acordaron pasar de 35 a 36 horas sin compensación (en este caso, el salario por hora se reduce). La empresa planeó recortar 300 empleos en los años siguientes y se negó a realizar nuevas inversiones, señalando que los costes sociales en Francia eran un 20 % superiores a los de Italia o la República Checa.
Además, la reducción de los costes laborales, asociada a un aumento relativamente pequeño de la jornada laboral, debería haber permitido nuevas inversiones y, por consiguiente, nuevas contrataciones (240). Este caso ha inspirado a otras empresas en los últimos años. Por ejemplo, el grupo Doux, Alcan, Seb y Hewlett-Packard. Los sindicatos hablan de "chantaje laboral". Tas esta reforma, la planta de Vénissieux pasó en 2008 por grandes dificultades. Se reconvirtió en parte a la producción de paneles fotovoltaicos, pero esta actividad fue vendida a la empresa Sillia en 2013. Desde 2015 la fabricación de componentes también experimenta notables dificultades. El aumento de horas de trabajo no tuvo, por tanto, los efectos esperados.

### La cuestión de las horas extras
Para los empleados afectados, la ley de 35 horas permite un máximo anual de horas extras. A partir de 2002, este régimen de horas extras se flexibilizó gradualmente con un aumento del máximo anual (que ascendió de 180 horas anuales en 2002 a 220 horas en 2003 ), bajo el segundo gobierno de Raffarin. La exención fiscal de las horas extra, aprobada en la ley TEPA de agosto de 2007, bajo el Gobierno de Fillon, fomenta las horas extras.

### "Trabajar más"

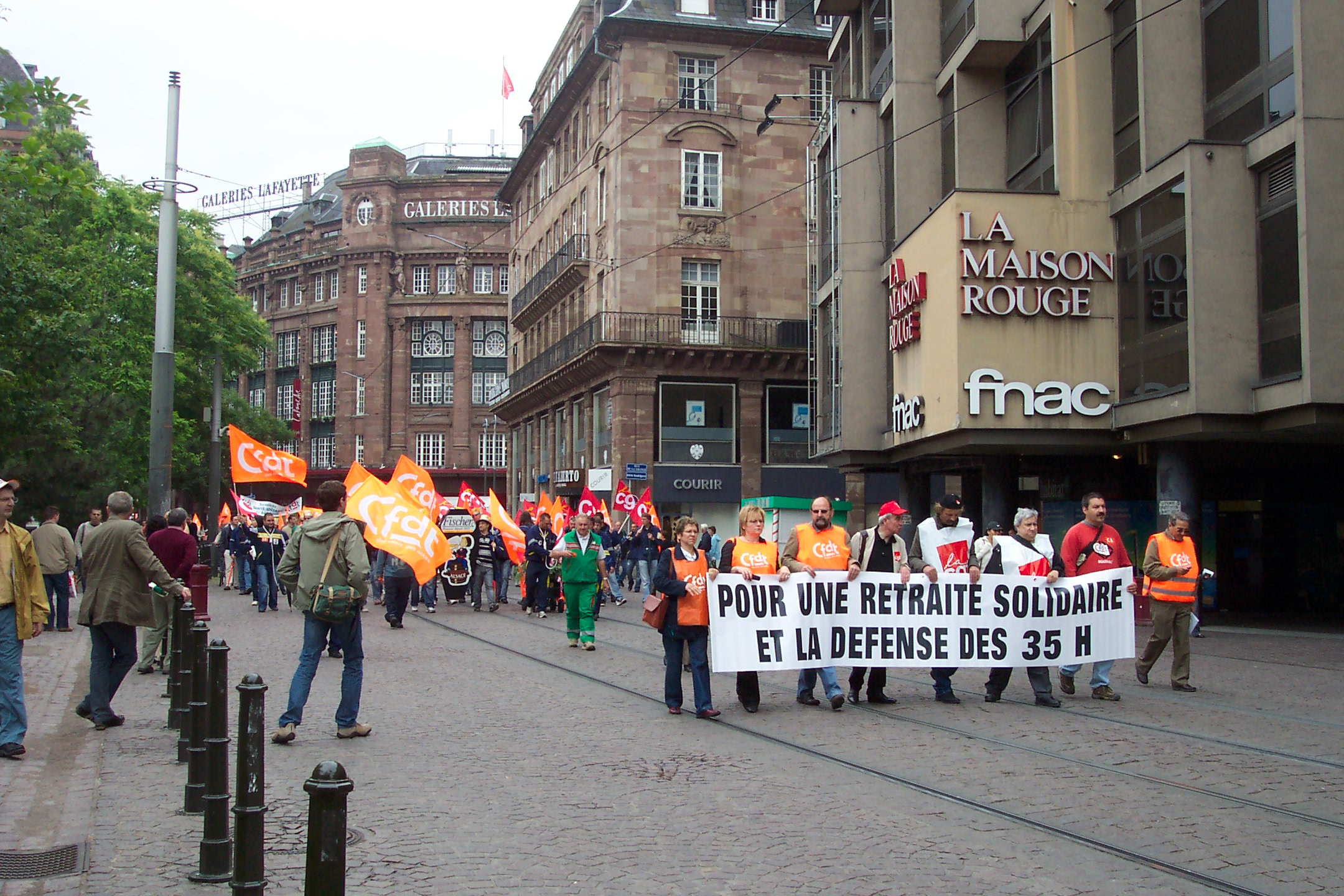
Manifestación en defensa de la semana laboral de 35 horas en Estrasburgo en 2008.

Después de 2003, el tiempo de trabajo anual en Francia aumentó levemente con la supresión de la fiesta del lunes de Pentecostés en favor de un llamado "día de solidaridad".
Si bien un estudio de 2006 sobre el tiempo de trabajo medio real muestra que, para todos los tipos de empleos y todos los sectores combinados, el tiempo de trabajo es de 38 horas en Francia, en comparación con 35,6 horas en Alemania, 36,9 horas en el Reino Unido, 30,8 horas en Dinamarca y un promedio de 37,9 horas en la Unión Europea de los Veintisiete, el gobierno de François Fillon (UMP) aprobó leyes en 2007 cuyo objetivo es permitir "trabajar más", dependiendo de las elecciones de las empresas o de los empleados; en particular, la ley TEPA establece una exención de impuestos para las horas extras.
Este cuestionamiento parcial de la semana de 35 horas, es decir de la idea de que la reducción del tiempo de trabajo crearía empleos (falacia de la porción de trabajo), iría de la mano, según algunos, de un cuestionamiento de la intervención del Estado en el campo de la regulación del tiempo de trabajo. Sin embargo, esta hipótesis no resultó correcta con los Acuerdos de Matignon en junio de 1936.

### En 2015

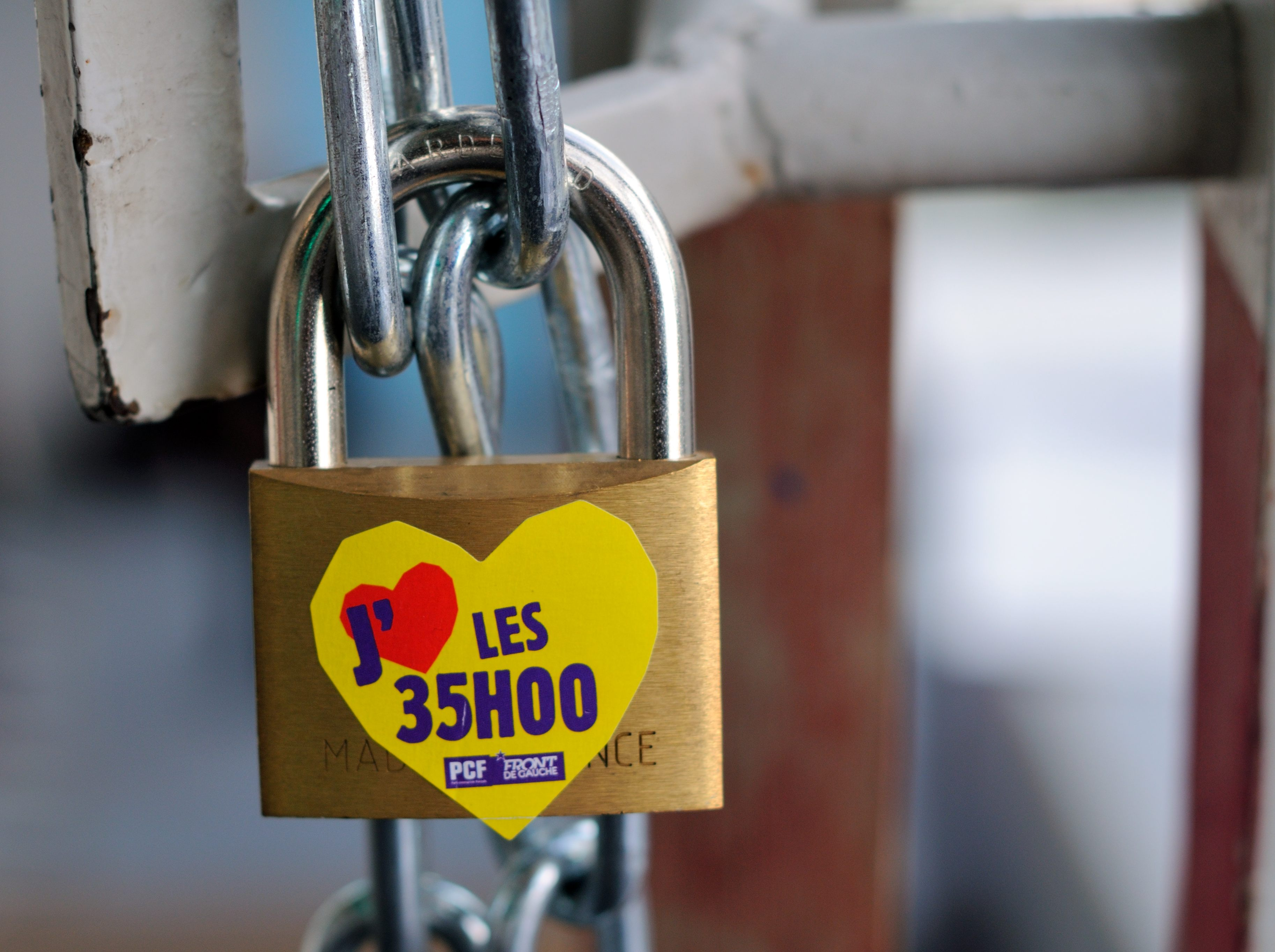
Candado con pegatina política a favor de la semana laboral de 35 horas en 2014.

Casi 15 años después de la aprobación de la ley, continúa el debate sobre su abolición y el posible retorno a la semana laboral de 39 horas. El tema fue retomado, en particular, por el entonces ministro de Economía Emmanuel Macron en la Universidad Medef en agosto de 2015.
En septiembre de 2015, una encuesta realizada por Vivavoice por encargo del diario Libération reveló que, contrariamente a ciertas ideas preconcebidas, el 52 % de los franceses encuestados se muestra a favor de mantener las leyes Aubry.